# Vesper

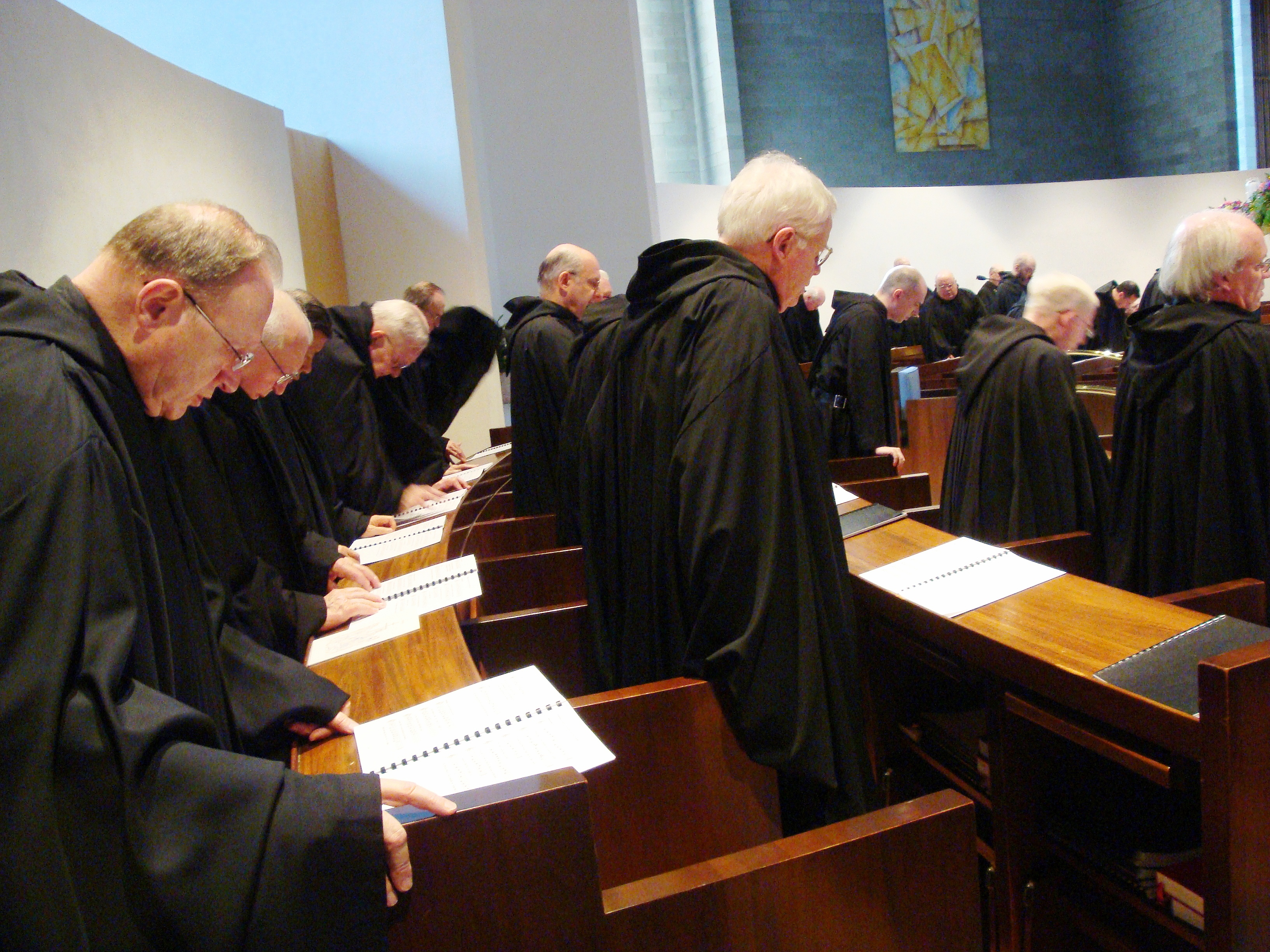
Munkar från benediktinorden sjunger vesper på påskafton.

Vesper (latin för "afton", "kväll") är en tidebön som hålls ungefär vid solnedgången eller 18.00. Den hör både i öst- och västkyrkan till de viktigaste tidebönerna och är ofta sjungen och ibland konstnärligt tonsatt. Höjdpunkten utgörs i västkyrkan av Magnificat, Marias lovsång ur Lukasevangeliet.
I Sverige utvecklades vespern efter reformationen till en kvällsgudstjänst med fokus på predikan, aftonsång. Det händer att en kvällsgudstjänst i vesperformat benämns aftonsång.